# 盆成括
盆成括，戰國時人，生卒年不詳。孟子弟子，曾在齊國為官，後來被殺，其後人以盆為姓。《晏子春秋》有孔子弟子盆成适，應非同一人。

## 生平
孟子聽說盆成括在齊國為官，悲嘆道「盆成括死定了！」後來盆成括果然被殺。弟子問孟子，為何知道盆成括必死。孟子回答，盆成括小有才能，卻未曾聽聞君子為人的大道，這就足以招致殺身之禍了。
盆成括死後，其子為逃難而改盆成複姓為盆姓。

## 稱號
- 北宋政和五年（1115年）：萊陽伯
- 明朝萬曆三十九年（1611年）：先儒盆成氏